# Kävlinge Tidning
Kävlinge Tidning var en sexdagarstidning utgiven som edition av Eslövs Tidning från 23 april 1924 till 31 december 1930. Editionen hade samma innehåll som Eslövs tidning endast tidningshuvudet var olika. Den fullständiga titeln var Kävlinge Tidning hela utgivningen.

## Redaktion
Redaktionsort var Eslöv men 22 december 1926 till 30 september 1927 fanns en lokalredaktion? i Kävlinge enligt tidningens redaktionsruta. Enligt tidningshuvudet låg redaktionen i Eslöv. Ansvarig utgivare var  Erik Wilhelm Viktor Beronius, han var också redaktör under hela tiden. Tidningen var politiskt en högertidning. Tidningen gav på lördagar ut en Söndagsbilaga som daterades på söndagen men medföljde lördagstidningen. Bilagan gavs ut 26 april 1924 till 6 december 1924.

## Tryckning
Tryckeri  var Eslövs tidnings- och tryckeriaktiebolag i Eslöv. Tidningen tryckte bara i svart med antikva. Tryckeriet fick ny tryckpress 1926. Satsytan var till 1926 63x49 cm, med ett mindre format 58x42 cm sporadiskt. Då tidningen bytte tryckpress 1926 användes 53x36 cm som format. Sidantal var 4-8 sidor,  8 sidor efter att den nya tryckpress började användas. Priset för tidningen var 1924 11 kronor och det var stabilt under tiden. 14 kronor kostade en prenumeration 1928–1930.